# Gucci Bandana
Gucci Bandana är en låt från Soulja Boy Tell 'Em's album iSouljaBoyTellEm. Den har inte släppts som singel. Låten gästas av Gucci Mane och Shawty Lo.

## Listplaceringar
| Lista                                | List-position |
| ------------------------------------ | ------------- |
| U.S. Billboard Hot R&B/Hip-Hop Songs | 89            |